# Grotta dei Cervi (Alghero)
La grotta dei Cervi è una grotta marina a tre livelli che si trova nel complesso carsico di Punta Giglio, pochi chilometri a nord-ovest di Alghero, molto importante perché ospita un giacimento fossile di Megacero, più precisamente Megaloceros cazioti del tipo algarensis, una specie derivata dal cervo Megaloceros giganteus ma ridottosi tanto da essere chiamato Cervo nano sardo ed ormai estinto.

## Il nome
Inizialmente questa prendeva il nome dal luogo, grotta di punta Giglio.
In seguito al rinvenimento di un giacimento fossile nel settembre del 1995, durante una immersione esplorativa, venne intitolata a Marco Busdraghi, che già aveva scoperto la grotta dei Fantasmi nel 1994.
Il nome attuale si è diffuso per evidente affinità con il giacimento fossile.

## Descrizione
La grotta si articola su tre livelli, uno aereo esterno, uno aereo interno ed uno sommerso interno con un altro attiguo nella parte esterna, dove si apre con una grande arcata con profondità variabili di circa 15/20 m e dove in alcune nicchie si possono osservare buone quantità di Corallium rubrum. La caratteristica che ne fa una delle grotte più importanti della Sardegna e di tutto il bacino del Mediterraneo in senso scientifico è quella di avere conservato in una nicchia semiaffiorante del laghetto interno, ed inglobato in concrezioni di calcite e stalattiti, un giacimento fossile di cervi sardi, ormai estinti, con una miriade di ossa, diversi crani con ben visibili le relative corna.  Questi per proteggersi da probabili eventi naturali quali temporali, accompagnati da fulmini e lampi, o tempeste di vento, si ammucchiavano all'interno della grotta esterna, perfettamente visibile ancora adesso, ubicata proprio sotto la parete di Punta Giglio. Una lunga e stretta apertura nella parte interna della cavità faceva da trabocchetto agli animali che cadevano numerosi nella grotta sottostante, attualmente allagata e comunicante con l'esterno tramite uno stretto cunicolo. Nel tempo il giacimento si è conformato assieme a fango, sabbia, detriti, ciottoli e sassi e ossa di altri piccoli animali. Una parte di questo si è solidificato per calcificazione. Il giacimento una volta che il livello delle acque è salito a quello attuale, è stato "lavato" per l'azione dinamica delle onde, rimanendo così solo la parte solidificata.

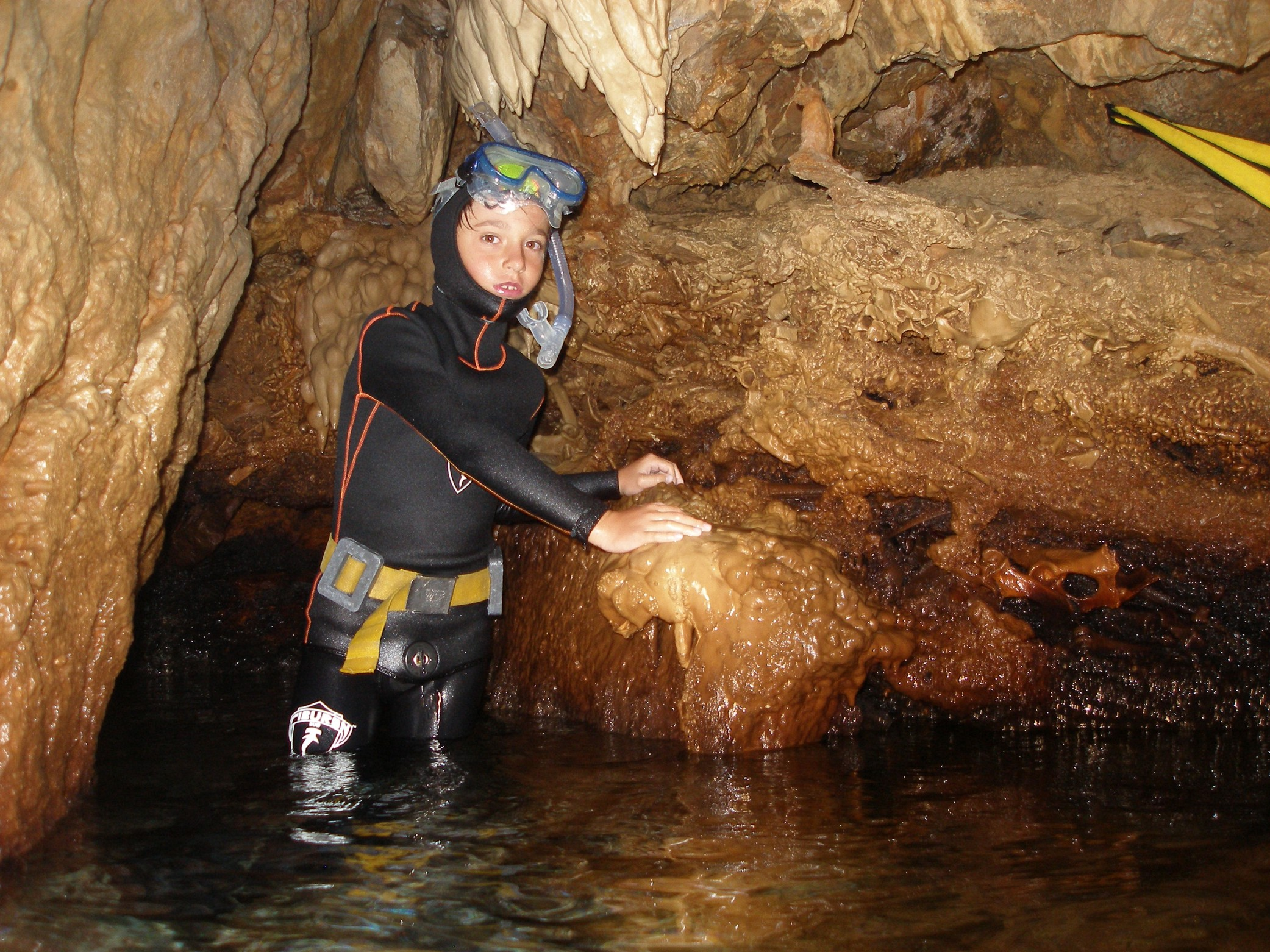
Il giacimento di Megaloceros cazioti algarensis

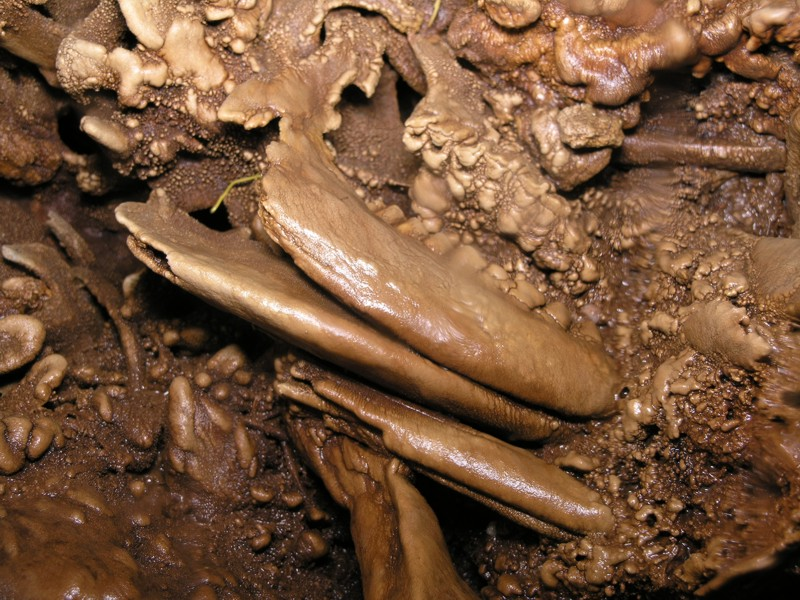
Un cranio di Megacero completo di mandibole

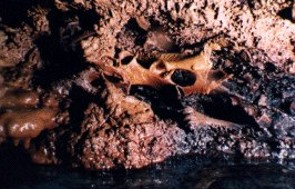
Particolare del giacimento di ossa di Cervo Megacero

## Il Cervo Megacero
Il Megaloceros cazioti è un tipo di cervide che si è introdotto nelle isole di Sardegna e Corsica, quando queste erano ancora collegate con il continente europeo, e nelle quali vi è rimasto una volta che le due isole si sono separate. Non avendo più competitori e predatori come lupi e orsi, animali che non sono presenti nelle due isole, si è ridotto di taglia, assumendo una vera e propria connotazione e distinzione dai megaloceridi continentali. In particolare il Megaloceros scoperto in questa grotta, era noto come Megaloceros algarensis, nome assegnatogli essendo stato rinvenuto negli anni cinquanta un'altra grotta, sempre nel golfo di Porto Conte ma nella parte opposta, nella zona di cala Dragunara quindi in territorio del comune di Alghero. I resti di questo Megacero non erano però calcificati ed assicurati alla roccia ed inoltre il sito era facilmente accessibile da terra per cui i reperti sono stati completamente asportati.
Nel 2016, sono stati scoperti ulteriori resti fossili, in una grotta presso Sadali.

## Studi e ricerche
Sono state eseguite diverse campagne di studio. La prima da parte dei paleontologi delle università di Sassari e della Sapienza di Roma. In base al metodo del carbonio 14 si è risaliti ad un periodo compreso approssimativamente tra 120.000 e 75.000 anni fa, dato che il giacimento è stratificato e presumibilmente è stato composto in lunghissimo periodo di tempo. I Cervi Megacero all'epoca popolavano numerosi la zona, in ambienti non sommersi dato che si era in pieno periodo glaciale e la linea di costa si trovava a circa 3 miglia marine. Quindi tutto il golfo di Porto Conte era una grande valle dove i massicci calcarei di Punta Giglio e Capo Caccia erano praticamente delle pareti a picco su terreni verdeggianti, del tutto simili a quelle delle montagne dolomitiche.